# Neophasmophaga facialis
Neophasmophaga facialis är en tvåvingeart som beskrevs av Townsend 1927. Neophasmophaga facialis ingår i släktet Neophasmophaga och familjen parasitflugor. Inga underarter finns listade i Catalogue of Life.